# Борджиа, Джованни
Хуан де Борха или Джованни Борджиа (предположительно 1475, 1476 или 1477, Рим — 14 июня 1497, Рим) — 2-й герцог де Гандия и Сесса из рода Борджиа. Сын кардинала Родриго Борджиа (будущего папы римского Александра VI) и его любовницы Ванноццы деи Каттанеи. Братья — Чезаре Борджиа, Джоффре Борджиа, сестра Лукреция Борджиа.

## Характер, происхождение и семья
Отец предназначал Джованни (Хуана) для светской карьеры, а его брата Чезаре — для карьеры в церкви. Вопрос о старшинстве сыновей Ваноццы вызывает дискуссии, но более вероятным считается, что Чезаре был старшим, а Джованни — вторым.
По договорённости Александра VI c королём Фердинандом получил герцогство Гандию в Валенсии после умершего в 1488 году старшего (единокровного) брата Пьеро Луиджи (Педро Луиса по-испански). В сентябре 1493 он женился на его невесте Марии, происходившей из знатного рода Энрикес де Луна. Её отец был братом королевы Хуаны Энрикес, а мать — внучкой герцога Трухильо. У них было двое детей:
- Хуан де Борджиа (по-испански Борха) Энрикес (1494 — 1543), третий герцог Гандии.
- Изабель (1498—1557), приняла постриг в монастыре св. Клары, Гандиа.

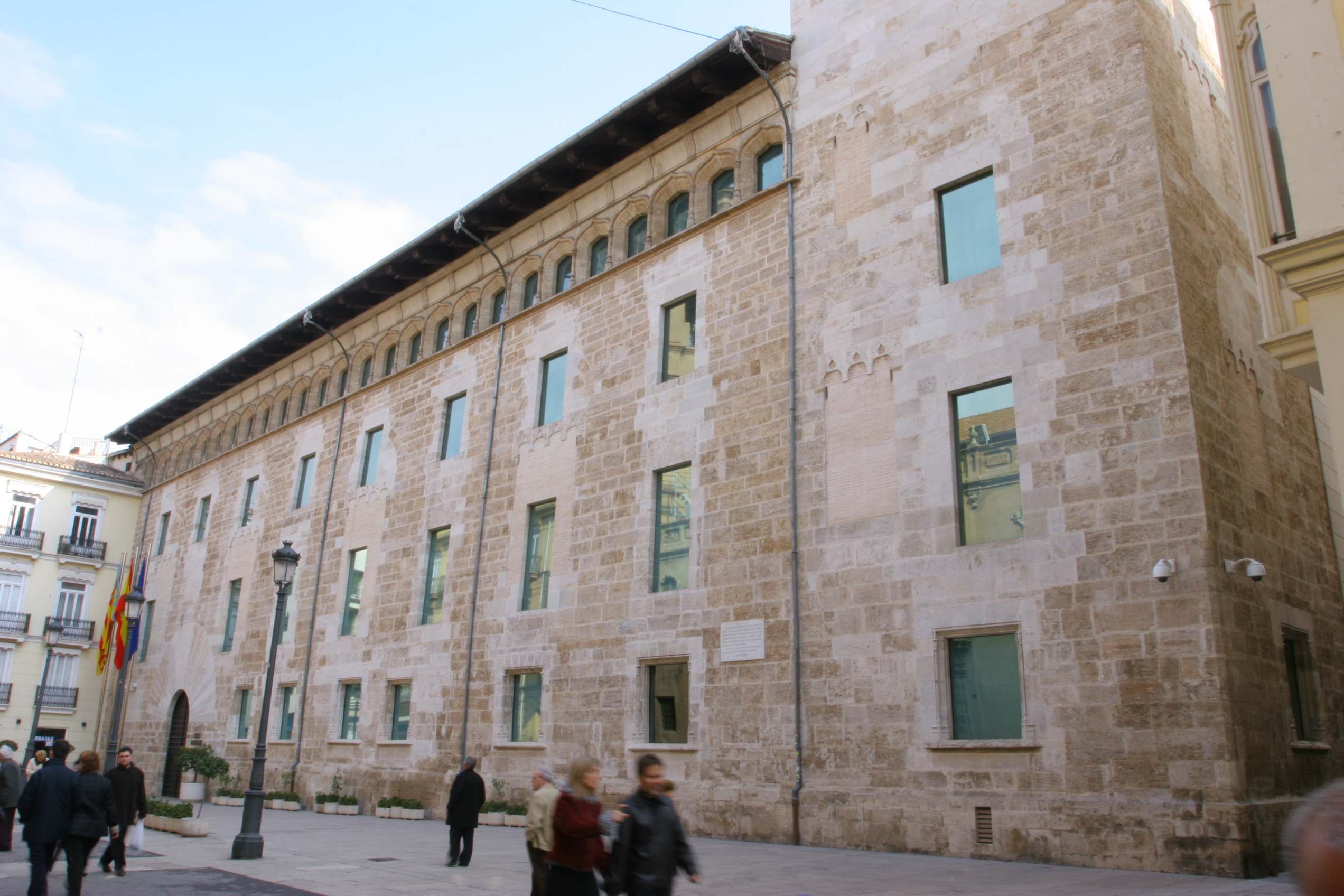
Дворец, построенный в Валенсии для Пьеро Луиджи Борджиа, первого герцога Гандийского

В сущности, известно об этом юноше немного. Считался недалёким и легкомысленным. Так, 20 сентября 1493 году брат Чезаре в письме призывал его к порядку:
Меня не так радует мой новый кардинальский сан, как печалит известие о вашем плохом поведении в Барселоне, о котором доложили папе: по ночам вы бегаете по улицам, убивая собак и котов, посещаете публичный дом, крупно играете, вместо того чтобы повиноваться вашему тестю дону Энрикесу и чтить донью Марию. 

## Военная и политическая деятельность
В августе 1496 года, с разрешения короля Фердинанда вернувшись из Испании в Рим, принял звание гонфалоньера Церкви (командующего всеми войсками Папы), чтобы возглавить войну против враждебных ему кланов, в первую очередь, против семейства Орсини. В военном деле понимал недостаточно, вместе с ним командовал армией Гвидобальдо, герцог Урбинский
После малоудачного похода против Орсини (попытка взять замок Орсини Браччано провалилась в январе 1497 года, Гвидобальдо попал в плен, а вскоре после этого Джованни был ранен) папа послал сына в испанскую армию Гонсало Фернандеса де Кордовы, воюющую с французами за неаполитанское королевство, и создал в Папской области для него наследственное герцогство из епископств Террачино и Беневенто.

## Убийство
Джованни Борджиа был убит в Риме в ночь на 14 июня 1497 неподалёку от пьяццы делла Джудекка. Он выехал в тот вечер вместе с братом Чезаре и родственником кардиналом Джованни Борджиа-старшим из дома своей матери и пожелал удалиться неизвестно куда по своим делам вместе с неизвестным слугой  в маске, тогда как оба его спутника вернулись в Папской дворец.

16 июня его тело выловили из Тибра с девятью колотыми ранами. Свидетелей убийства не нашлось, за исключением сборщика дров, видевшего, как ночью пятеро человек выбрасывали труп в Тибр:

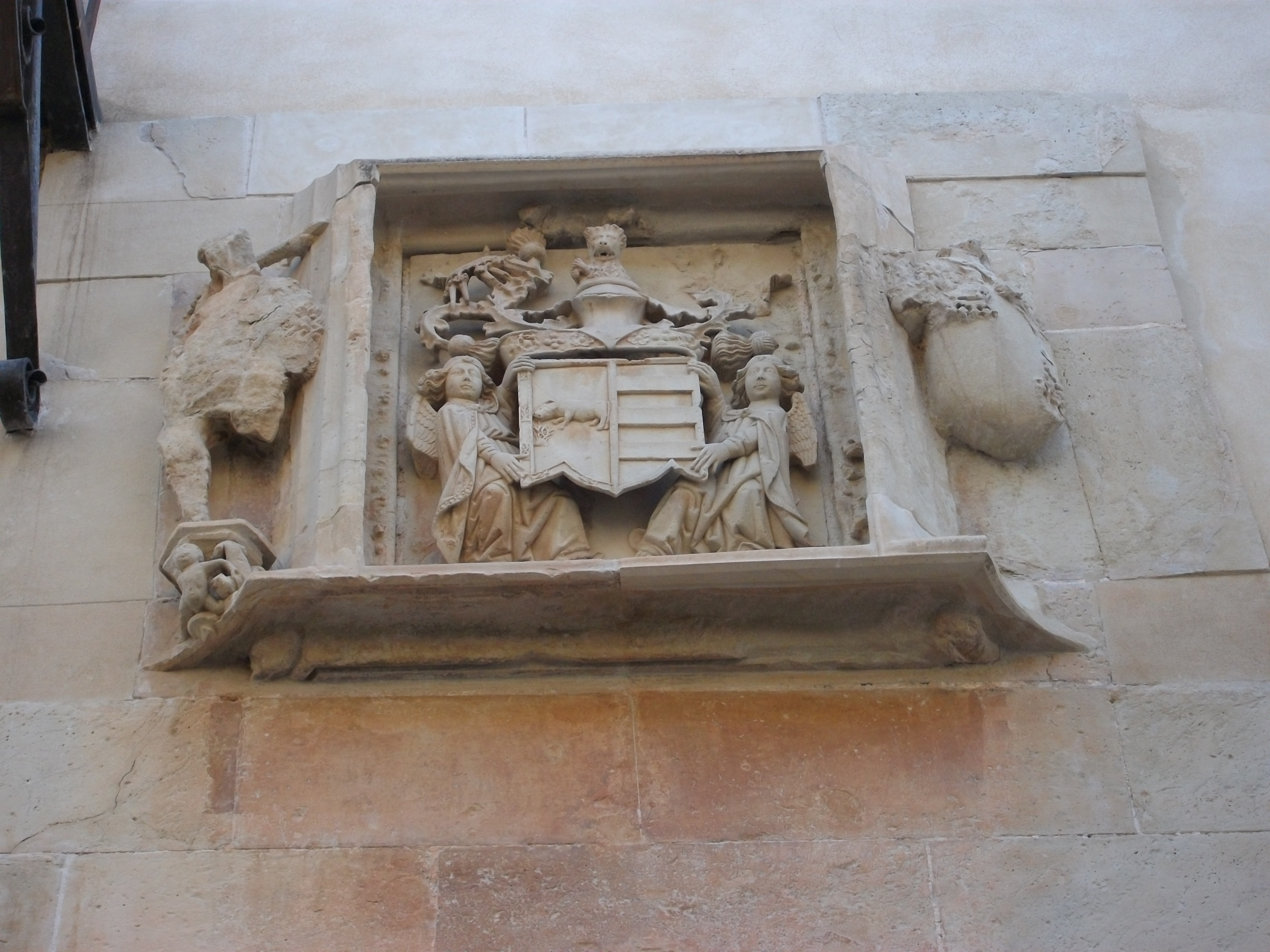
Герб Борджиа на стене дворца в Гандии

…тогда появился всадник на белом коне; он имел сзади себя труп мертвого человека, голова которого на плече свисала с одной стороны и ноги с другой; возле этого трупа шли два пеших, поддерживая труп, чтобы он не упал с лошади. Они ехали по тому месту, с которого сбрасывается в реку навоз, выше уже описанному; потом возле конца этого места они повёрнули остановившегося коня хвостом к реке, и оба упомянутые наблюдателя — один за руку и плечо, другой за ступню ноги — стащили труп с коня и, раскачав, сбросили в реку со всего размаха.
Сидевший на коне приблизился и спросил, пошёл ли труп ко дну; они ему ответили: «Да, синьор». Тогда сидящий на коне посмотрел на реку, увидел плавающую в реке мантилью трупа и спросил пеших, что это чёрное, плавающее на реке. Они ответили: «Мантилья»; один из них бросил камни, чтобы мантилья погрузилась в глубину. После погружения мантильи все пятеро удалились, — два других пеших, которые вышли из второй улички, высматривая, не проходил ли кто, присоединились к всаднику и к двум другим и пошли по другому переулку, который даёт подход к странноприимному дому св. Якова, — и больше они не появлялись.
Убийство не было связано с ограблением, так как при трупе, вытащенном из Тибра, был кошелёк, в котором нашли 30 золотых дукатов.
Позже, через несколько лет, очень распространились слухи, что убийство заказал его собственный брат, Чезаре Борджиа (занявший через три года то же самое место командующего папской армией): смерть Хуана оказалась выгодна Чезаре, не желавшему, как считалось, церковной карьеры, которую ему определил отец. Считали, что Чезаре, убивший мужа сестры Альфонсо, мог быть способен убить и брата. Ходили даже слухи, что брат убил Джованни, поскольку соперничал с ним в постели родной сестры Лукреции и узнал, что Лукреция беременна от Джованни.
Ещё одна версия заключается в том, что убийцей являлся отец молодой девушки Антонио Мария делла Мирандола, чей дом находился в близости от Тибра. Незадолго до смерти Хуан не упускал возможности упомянуть, что обесчестил дочь одного из представителей древнего римского рода.
Наиболее реалистичная гипотеза объясняет убийство местью родственников за смерть в неаполитанской тюрьме Вирджинио Орсини, одного из глав этой враждебной папе семьи, чьи владения папа как раз планировал отдать убитому сыну (убийство было совершено в квартале, где жило много их людей, и мул жертвы был найден там)
Причины для мести могли иметь и Джованни Сфорца, опозоренный семьёй Борджиа муж Лукреции, с которым покойный Джованни публично ругался, или его родственник кардинал Асканио Сфорца, с которым покойный тоже был в такой ссоре, что их слуги резали друг друга на улицах Рима, и герцог Гвидобальдо да Монтефельтро, которого Джованни обвинял в их недавнем военном поражении и которого не стал выкупать из плена, и даже его младший брат Джофре, с женой которого тот, по слухам, был в связи.
Убийца так и не был найден.
Вдова Джованни, пережившая его на 42 года, больше не была замужем, жила в своем дворце в Гандии, воспитывала детей и много покровительствовала церквям и монастырям Валенсии. Впоследствии она обвиняла в убийстве брата именно Чезаре, однако сама никогда даже не была в Риме и, в сущности, просто повторяла ходившие слухи. Умерла, приняв постриг в монастыре св. Клары в Гандии.

## Образ в массовой культуре
В качестве персонажа появляется в многочисленных художественных произведениях, посвященных семье Борджиа:
- «Семейство Борджиа» Александра Дюма,
- «Мадонна Семи Холмов» и «Ореол Лукреции» Элеанор Хибберт,
- «Город Бога: повесть о семействе Борджиа» Сесилии Холланд,
- «Семья» Марио Пьюзо
- «Лукреция Борджиа: три свадьбы, одна любовь» Сары Дюнан
- Сериал «Борджиа» (Канада, Венгрия, Ирландия. 2011-2013). Роль исполняет Дэвид Оукс.
- Сериал «Борджиа» (Франция — Германия — Чехия — Италия. 2011-2014). Роль исполняет Стэнли Вебер.